# Michael James Foreman
Michael James Foreman (* 29. März 1957 in Columbus, Ohio) ist ein ehemaliger US-amerikanischer Astronaut.

## Ausbildung
Foreman besuchte bis 1975 die High School. Danach studierte er an der US-Marineakademie Luft- und Raumfahrttechnik. 1979 erwarb er einen Bachelor. Die Naval Postgraduate School verlieh ihm 1986 außerdem einen Master im Fach Luftfahrttechnik.

## Astronautentätigkeit
Im Juni 1998 wurde Foreman als Astronautenkandidat von der NASA ausgewählt.

### STS-123
Foremans erster Raumflug fand im März 2008 statt. Die Mission STS-123 brachte einen Teil des japanischen Kibo-Moduls und die kanadische Roboterhand Dextre zur Internationalen Raumstation.

### STS-129
Foreman wurde im September 2008 für die Space-Shuttle-Mission STS-129 nominiert. Er startete am 16. November 2009 mit der Raumfähre Atlantis zur Internationalen Raumstation (ISS). Am 19. November führte er zusammen mit Robert Satcher einen Weltraumausstieg durch. Unter anderem installierten sie eine Reserve-Antenne, verlegten Kabel und schmierten bewegliche Teile. Am 21. November 2009 unternahm er zusammen mit Randy Bresnik einen weiteren Weltraumausstieg.

## Nach der NASA
Foreman verließ die NASA am 31. Juli 2015, um in eine Beratungsfirma in Houston einzutreten.

## Privates
Foreman ist verheiratet und hat drei Kinder.